# Hallikeri, Navalgund
Hallikeri là một làng thuộc tehsil Navalgund, huyện Dharwad, bang Karnataka, Ấn Độ.